# Schulmädchen-Report
Schulmädchen-Report  în traducere (Reportajul fetelor de școală) este un roman scris și publicat în 1970 de Günther Hunold, unde sunt descrise problemele sexuale într-un reportaj despre 12 fete  și femei tinere care au vârsta între 14 și 20 de ani. Romanul a fost în același an transpus pe ecran în producția lui Wolf C. Hartwig și sub regia lui Ernst Hofbauer.

## Film
Filmul  are un succes neașteptat el fiind tradus în 38 de limbi, cu această temă au fost produse până în anul 1980 încă 12 filme, numărul spectatorilor este apreciat la peste 100 de milioane. Filmul a fost de unii și criticat prin faptul că a prezentat fetele tinere, ca pe niște persoane cu un apetit sexual exagerat.

### Distribuție
Printre actorii care au jucat în film se numără:
- Günther Kieslich: Dr. Bernauer
- Wolf Harnisch: Director de școală
- Helga Kruck: Frau Dr. Vogt
- Friedrich von Thun: Reporter
- Peter Dornseif: Herr Holm
- Lisa Fitz: Susanne U.
- Marion Kracht: Elisabeths sora cea mică
- Karl-Heinz Otto: obsedat sexual
- Wolf Petersen: Inginer Hoffmann
- Mascha Rabben: Claudia F.
- Manfred Schott: Narator
- Michael Schreiner: Hermas Verabredung
- Jutta Speidel: Heike W.
- Franziska Stömmer: mama Claudiei
- Tonio von der Meden: Kaplan Reitmeyer
- Hertha von Walther: Frau